# Francisco Antonio de Agurto
Francisco Antonio de Agurto, född 1640, död 1702, var en spansk markis, generalguvernör eller ståthållare i de Spanska Nederländerna 1685–1692.